# Lessy
Lessy (Duits: Lessingen) is een gemeente in het Franse departement Moselle (regio Grand Est) en telt 861 inwoners (2004). De plaats maakt deel uit van het arrondissement Metz.

## Geografie
De oppervlakte van Lessy bedraagt 2,8 km², de bevolkingsdichtheid is 307,5 inwoners per km².
De onderstaande kaart toont de ligging van Lessy met de belangrijkste infrastructuur en aangrenzende gemeenten.

## Demografie
Onderstaande figuur toont het verloop van het inwonertal (bron: INSEE-tellingen).